# Sjukförsäkring i Sverige
Regelverket kring sjukförsäkring i Sverige går tillbaka till 1800-talet. En sjukförsäkring är en försäkring eller försäkringsliknande förmån till stöd för den som drabbats av sjukdom eller ohälsa och det är svenska staten som tillhandahåller denna tjänst genom att ta betalt för den genom inkomstskatten.

## Sjukkassorna
Under slutet av 1800-talet bildades ett antal lokala sjuk- och begravningskassor inom främst arbetarrörelsen. Utbetalningarna från kassorna skedde vid sjukdom samt till begravningskostnader för arbetarna. Genom 1891 års lag om sjukkassor kunde dessa registrera sig och få rättskapacitet. Samtidigt fanns också möjlighet att erhålla statsbidrag. Från 1910 utövade Kommerskollegium tillsyn över kassorna.
Genom beslut i riksdagen 1931 skapades erkända sjukkassor. Tanken var att det skulle finnas endast en sjukkassa i varje kommun. Dessa finansierades med statsbidrag, kommunbidrag samt avgifter från medlemmarna.
I början av 1940-talet var omkring 30 procent av alla vuxna svenskar anslutna till en sjukkassa.

## Allmän sjukförsäkring
I mitten på 1900-talet debatterade riksdagen införande av en allmän sjukförsäkring. Den vid tiden sittande socialdemokratiska regeringen Erlander I fick 1946 stöd för sitt reformförslag från samtliga partier utom Högerpartiet (nuvarande Moderaterna), som motsatte sig en allmän sjukförsäkring av det slag socialdemokraterna förordat. 1953 framlade regeringen till riksdagen en proposition som förordade en utbyggnad av sjukförsäkringen vilket bland annat skulle innebära lägre patientavgifter, något riksdagen också beslutade. Från och med 1 januari 1955 infördes på riksdagens beslut en allmän sjukförsäkring genom lagen (1947:1) om allmän sjukförsäkring. Sjukkassornas ställning reglerades i denna lag, och försäkringen blev obligatorisk. Kommerskollegium blev så småningom både tillsyns- och besvärsinstans. Kollegiets uppgifter övertogs efter hand av Socialstyrelsen och senare pensionsstyrelsen samt slutligen 1953 Riksförsäkringsanstalten.
1961 års riksdag beslutade att sjukkassorna skulle sköta administrationen av folkpension samt ATP. I samband med detta bestämdes att sjukkassorna skulle organiseras länsvis. De allmänna försäkringskassorna bildades.
Riksförsäkringsverket inrättades 1961 och ersatte då de tidigare myndigheterna Pensionsstyrelsen och Riksförsäkringsanstalten. Verket fungerade som en första instans vid besvär mot försäkringskassans beslut. Samtidigt infördes Försäkringsdomstolen (FD) som andra (och högsta) besvärsinstans inom sjukförsäkringsområdet. 
Genom försäkringsadministrationsreformen den 1 januari 1979 tillkom en ny instans: Försäkringsrätten. Försäkringsrätten fungerade som en mellaninstans vid besvärsprövning. Besvär mot försäkringskassan beslut behandlades alltså först av försäkringsdomstolen. Överklagan av försäkringsrättens beslut skedde till Försäkringsöverdomstolen. Riksförsäkringsverket fick därmed en renodlad tillsynsroll.
Genom en reform 1 april 1982 (prop 1981/82:88) infördes prövningstillstånd vid överklagan till Försäkringsöverdomstolen, möjlighet för försäkringsrätten att besluta med en enda domare i ett ärende. Samtidigt fick försäkringskassorna större möjlighet att ompröva sina beslut.
Prövningstillstånd skulle medges vid prejudikatdispens (av vikt för ledning av rättstillämpningen), vid grova felaktigheter i försäkringsrättens handläggning samt ändringsdispens (om det finns anledning att ändra det beslut försäkringsrätten kommit till).
Vid behandling av ett mål bestod försäkringsdomstolen av tre lagfarna ledamöter samt två lekmän.
1991 övertogs försäkringsrättens uppgifter av länsrätterna, vars beslut kunde överklagas hos Kammarrätt och i sista instans hos Försäkringsöverdomstol.
Den 1 juli 1995 avskaffades Försäkringsöverdomstolen. Försäkringskassans beslut överklagas numera till förvaltningsrätt, kammarrätt och Högsta förvaltningsdomstolen.
Märk dock att sjukdomen karies inte omfattas av den allmänna sjukförsäkringen.

### Sjukförsäkringsavgift
Sjukförsäkringsavgiften ska täcka samhällets kostnader för sjukskrivningar. För en anställd var avgiften år 2007 8,78 procent. Avgiften har sedan dess successivt sänkts till att år 2019 vara 3,55 procent. Se vidare: Arbetsgivaravgifter i Sverige.
Egenföretagare har olika avgift beroende på hur många karensdagar man väljer. Se vidare: Egenavgifter.

### Reformen under regeringen Reinfeldt

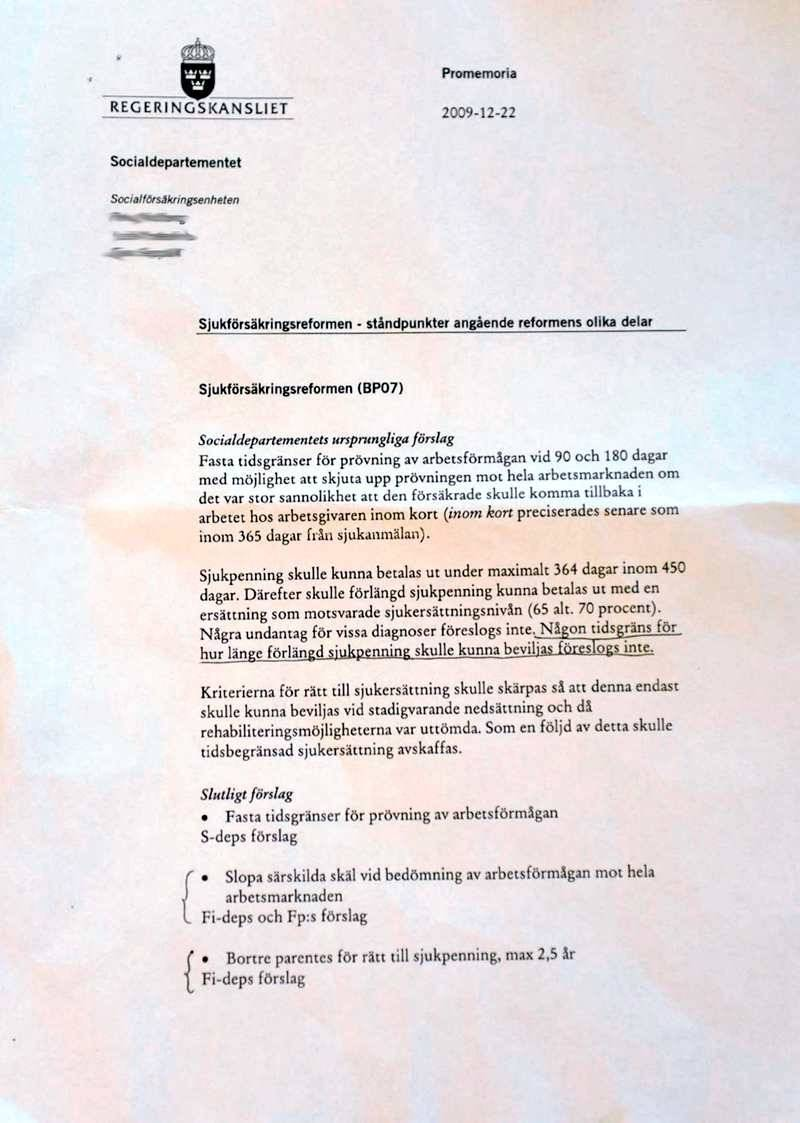
Socialdepartementets promemoria från den 22 december 2009.

Reformen av sjukförsäkringen blev en valfråga 2010. Socialförsäkringsminister Cristina Husmark Pehrsson (M) gavs indirekt skulden för det som inte fungerat vid införandet av de nya sjukförsäkringsreglerna 2008. Efter valet 2010 avgick hon från statsrådsposten den 5 oktober 2010.
Enligt en promemoria upprättad vid Socialdepartementet i december 2009 publicerad 2011 framgick att regeringens officiella linje, att lagen hade fått "oväntade konsekvenser", var en efterhandskonstruktion. Cristina Husmark Pehrsson och hennes departement hade inte fått gehör för sina varningar om att vissa förändringar skulle få orimliga följder. I promemorian framgick att bland det mest kontroversiella i förslaget, den bortre parentesen (ibland kallad "stupstocken"), inte fanns med i det ursprungliga förslaget utan istället var ett förslag från finansdepartementet i syfte att spara pengar. Socialdepartementets förslag hade inte heller inneburit att människor hade blivit "nollklassade".
Även om den reformerade sjukförsäkringen brukar förknippas med regeringen Reinfeldt fanns det ett brett politiskt stöd bakom reformerna, och de initierades till stor del av Socialdemokraterna och LO.